# Абракадабра
Абракада́бра (лат. abracadabra) — за стародавніми віруваннями, чародійна, сповнена великої магічної сили пісня відьом. 
Слово «абракадабра», давно відоме в Європі й Азії, прийшло до нас з Німеччини у першій полові XVIII ст.
У давнину та в середньовіччі це магічне слово вживалося як заклинання проти різних хвороб.  
У демонологічному описі вона має здебільшого ромбічну форму. В інших версіях її писали стовпчиком на дощечці 11 разів, послідовно зменшуючи на одну букву; у підсумку виходив трикутник. Таке скорочення слова буцімто поступово знищувало силу злого духу. Найімовірніше, це слово походить від містичного божественного слова «Абракас» (одне з імен зороастрійського бога Сонця Мітри).  
Чаклуни твердять, що нібито з кожним звуком абракадабри з пекла вилітає по одному духу.
Співається, коли відьми летять на шабаш до Лисої гори.

## Приклад

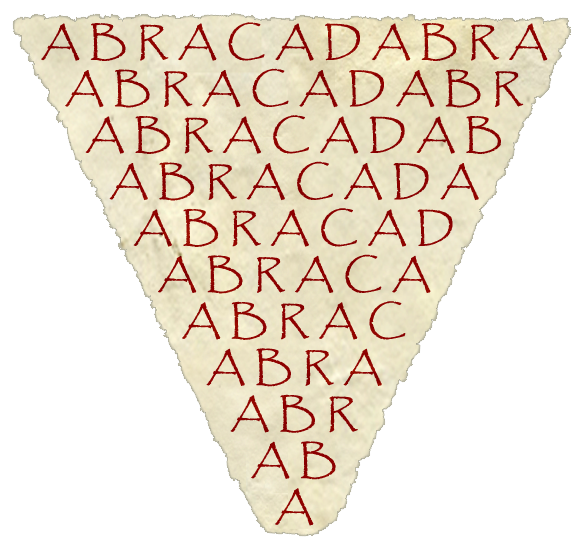
Протичумний амулет початку XVII століття, Англія. (Сучасна реконструкція)

У демонологічному описі вона має здебільшого таку форму:
A - B - R - A - C - A - D - A - B - R - A

A - B - R - A - C - A - D - A - B - R

A - B - R - A - C - A - D - A - B

A - B - R - A - C - A - D - A

A - B - R - A - C - A - D

A - B - R - A - C - A

A - B - R - A - C

A - B - R - A

A - B - R

A - B

A